# Дом В. И. Упатчева
Дом В. И. Упатчева — историческое здание, большое кирпичное строение с флигелем начала XX века постройки на 12-й линии Васильевского острова, в Василеостровском районе Санкт-Петербурга. Объект культурного наследия, памятник истории и культуры. В настоящее время строение используется в качестве главного учебного корпуса Санкт-Петербургского государственного института психологии и социальной работы.

## История и архитектура
С 1913 по 1914 годы на 12-й линии Васильевского острова архитекторами Михаилом Ивановичем фон Вилькеном и Владимиром Ивановичем Упатчевым велось строительство большого шестиэтажного кирпичного доходного дома с мансардой на седьмом этаже и флигелем для общеобразовательных нужд, в котором после окончания строительства поселился и сам В. И. Упатчев.
В 1916 году Владимир Упатчев продаёт этот дом и начинает строить другое здание. Владелицей дома стала Стелла Генриховна Рубинштейн, которая проживала в нём вместе с мужем Дмитрием Львовичем Рубинштейном. Летом 1916 года сам Рубинштейн был обвинен в государственной измене и арестован.
У здания имелся дворовой корпус, флигель, который после революции и вплоть до Великой Отечественной войны занимала общеобразовательная школа. В 1990-х годах здесь размещался Институт проблем транспорта Российской Академии наук и окружной военный универмаг.
В 2000-х здание было предоставлено для нужд Санкт-Петербургского государственного института психологии и социальной работы.

## Архитектура

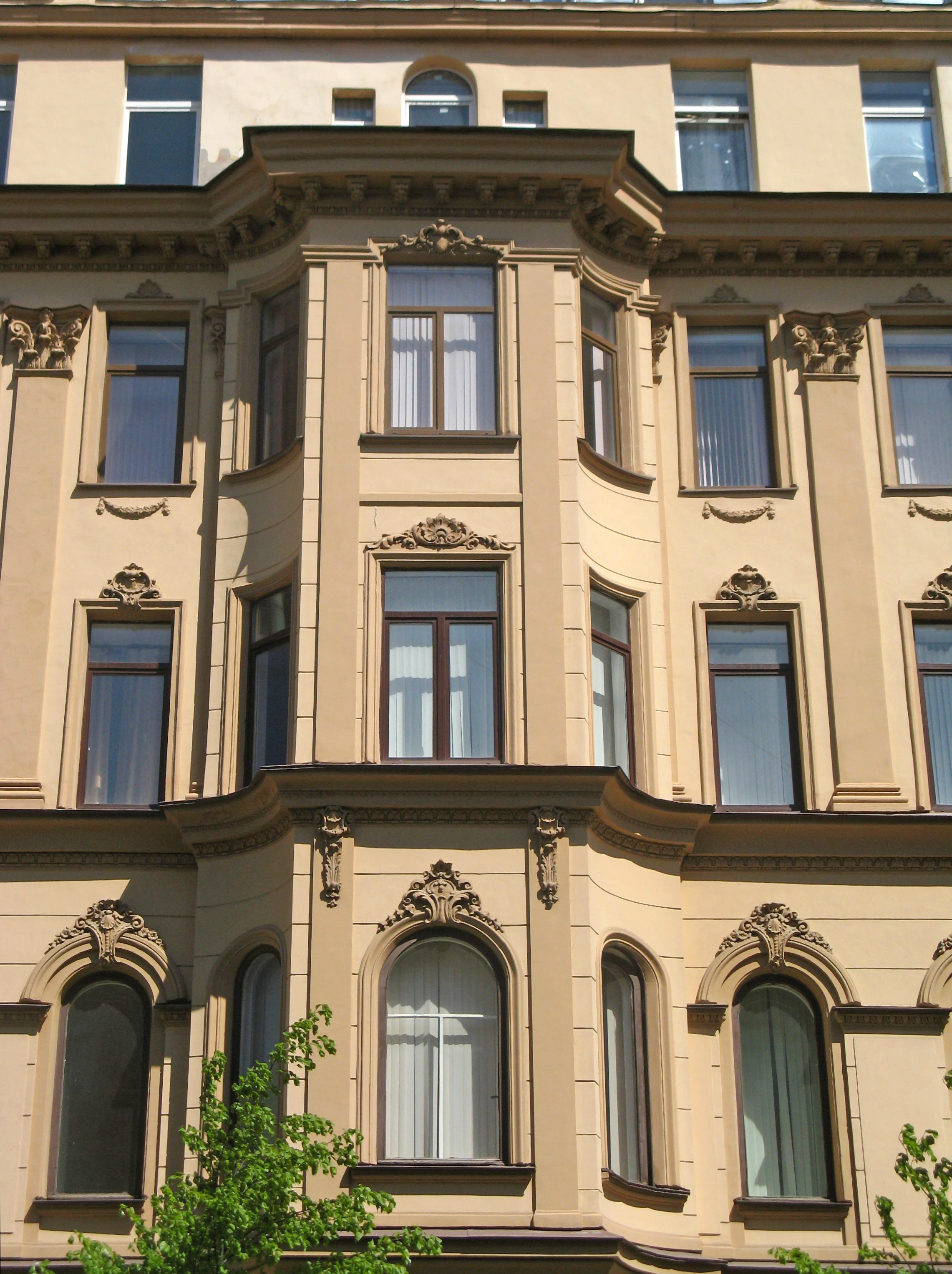
Оформление здания

Фасад строения декорирован архитектурными элементами в стиле рококо. На третьем этаже размещены полуциркульные окна с украшениями в верхней части. Простенки декорированы карнизом. На третьем этаже центральное окно эркера оформлено двумя декоративными кронштейнами, имеются цветочные подвески по бокам.
На четвёртом и пятом этажах окна с раковинами-рокайлями наверху прямоугольной формы. В подоконном пространстве пятого этажа расположены фестоны из лаврового листа. В простенках пилястры.
В настоящее время во флигеле, в левой парадной, вход в который был с лицевого фасада, в окнах на лестничных площадках сохранились витражи в окнах. Только в глухих фрамугах остались до наших дней свинцово-паечные витражи геометрического типа. Сохранность витражей различна, какие с трещинами, какие со следами небрежной покраски.
После пожара 2009 года правая парадная не отремонтирована.

## Современное состояние
В 1999 году в доме Упатчева разместились психологи: Санкт-Петербургский государственный институт психологии и социальной работы получил дворовый флигель дома, возвратив его из аварийного состояния в надлежащий вид. Сегодня здесь располагаются факультеты прикладной психологии и психолого-социальной работы института.
Лицевое здание также служит образовательным и научным целям: здесь работает Институт проблем транспорта им. Н. С. Соломенко Российской Академии наук, а также Институт иностранных языков и издательство «Речь».
В декабре 2023 года распоряжением КГИОП здание было включено в Единый государственный реестр в качестве объекта культурного наследия регионального значения.

## Документы
Постановление Правительства Санкт-Петербурга от 30.12.2019 г. № 1021 г. Санкт-Петербург. «Об утверждении перечня объектов (выявленных объектов) культурного наследия, являющихся жилыми домами, в отношении которых планируется проведение мероприятий по сохранению в рамках подпрограммы «Наследие» государственной программы Санкт-Петербурга "Развитие сферы культуры в Санкт-Петербурге».